# ONE SHOT, TWO SHOT
《ONE SHOT, TWO SHOT》(원 샷, 투 샷)는 가수 보아의 대한민국 첫 번째 미니 음반으로, 온라인을 통하여 2018년 2월 20일 발매되었고, 다음날인 21일 아이리버를 통해 발매되었다. 앨범의 타이틀곡은 〈ONE SHOT, TWO SHOT〉이며, 1월 31일 선공개된 〈내가 돌아 (NEGA DOLA)〉가 수록되었다.  이 앨범은 또한 보아가 작곡에 크게 기여한 첫 번째 앨범 중 하나이다.

## 작업 및 발매
2017년 6월 〈CAMO〉를 선공개곡으로 발매하는 카모프로젝트를 시작으로 연달아 미니 음반을 발매할 예정이었으나, 회사 내부 사정으로 앨범 발매가 미뤄졌다. 2018년 1월 31일, 이 음반에 수록된 곡인 〈내가 돌아 (NEGA DOLA)〉가 싱글로 선발매되었다. 2월 12일 이 음반의 발매 일자가 확정되었다.

## 수록곡
| #            | 제목                                                     | 작사                           | 작곡                                                                               | 편곡  | 재생 시간 |
| ------------ | -------------------------------------------------------- | ------------------------------ | ---------------------------------------------------------------------------------- | ----- | --------- |
| 1.           | 〈ONE SHOT, TWO SHOT〉                                   | 보아                           | Grades, Caroline Ailin,                                                            | 3:31  |           |
| 2.           | 〈EVERYBODY KNOWS〉                                      | 유영진                         | 유영진, Devine Channel, Ryan Henderson, Richard Beynon, Aurora Pfeiffer, Lena Leon | 3:36  |           |
| 3.           | 〈내가 돌아〉 (NEGA DOLA)                                | JQ, 강은유, 온결, 현지원, 보아 | Afshin Salmani, Josh Cumbee, Sara Forsberg, 유영진                                 | 2:56  |           |
| 4.           | 〈YOUR SONG (Feat.JUNOFLO)〉                             | JQ, 서림(Makeumine Works)      | Micah Powell, Tayla Parx, Devine Channel, 주노플로(Junoflo)                        | 3:32  |           |
| 5.           | 〈RECOLLECTION〉                                         | 보아                           | 보아, Mike Daley, Rodnae `Chikk` Bell, Mitchell Owens                              | 3:38  |           |
| 6.           | 〈ALWAYS, ALL WAYS (Feat.CHANCELLOR)〉                   | 이윤설(Jam Factory)            | The Stereotypes, Kam Parker, Rose                                                  | 3:42  |           |
| 7.           | 〈CAMO〉                                                 | 조윤경                         | Harvey Mason Jr., Kevin Randolph, Britt Burton                                     | 3:19  |           |
| 8.           | 〈ONE SHOT, TWO SHOT (Instrumental) (itunes 한정 공개)〉 |                                | Grades, Caroline Ailin,                                                            | 3:28  |           |
| 총 재생 시간 | 총 재생 시간                                             | 총 재생 시간                   | 총 재생 시간                                                                       | 24:14 |           |

## 활동 목록
| (타이틀곡) ONE SHOT, TWO SHOT   |                                              |                                |
| 2018년 2월 12-17일              | 티저 공개                                    |                                |
| 2018년 2월 15일                 | TVN 인생술집                                 | 58회 With Guest.손현주, 고창석 |
| 2018년 2월 20일                 | V Live 'ONE SHOT, TWO SHOT' COUNTDOWN V LIVE |                                |
| 2018년 2월 21일                 | KBS 라디오 이수지의 가요광장                 |                                |
| 2018년 2월 21일                 | SBS 라디오 박소현의 러브게임                 |                                |
| 2018년 2월 22일                 | Mnet 엠카운트다운                            | 컴백무대                       |
| 2018년 2월 22일                 | TVN 인생술집                                 | 59회 With Guest.손현주, 고창석 |
| 2018년 2월 23일                 | V Live 보아 사녹가는 길 깜짝 LIVE!!          |                                |
| 2018년 2월 23일                 | KBS 뮤직뱅크                                 | 컴백무대                       |
| 2018년 2월 24일                 | V Live 깜짝 LIVE#2 오늘도 음방 가는 길!      |                                |
| 2018년 2월 24일                 | MBC 쇼 음악중심                              | 컴백무대                       |
| 2018년 2월 24일                 | V Live sellev 인터뷰                         | '보아'라는 이름의 무게         |
| 2018년 2월 25일                 | SBS 인기가요                                 | 컴백무대                       |
| 2018년 2월 27일                 | 팬싸인회                                     |                                |
| 2018년 2월 28일                 | V Live 깜짝 라이브#3 팬사인회 가는 길~!      |                                |
| 2018년 2월 28일                 | 팬싸인회                                     | 발렌티노 I♥SPIKE               |
| 2018년 3월 1일                  | 발렌티노 I♥SPIKE 팝업스토어 오프닝 행사      |                                |
| 2018년 3월 2일                  | V Live 깜짝라이브#4 오늘도 깜짝 브이앱~!     | 화보 촬영 가는 길              |
| 2018년 3월 2일 (2월 21일 녹화)  | KBS 연예가중계                               | 게릴라 데이트_홍대             |
| 2018년 3월 25일 (2월 19일 녹화) | SBS 집사부일체                               | 12회                           |
| 2018년 4월 1일 (2월 19일 녹화)  | SBS 집사부일체                               | 13회                           |
| 연말 시상식                     |                                              |                                |
| 2018년 월 일                    | -                                            | -                              |